# Cornelia Lister
Cornelia Lister (ur. 26 maja 1994 w Oslo) – szwedzka tenisistka, reprezentantka kraju w Pucharze Billie Jean King.

## Kariera tenisowa
W zawodach cyklu WTA Tour Szwedka wygrała jeden turniej w grze podwójnej. Osiągnęła też dwa deblowe finały w turniejach cyklu WTA 125K series. W karierze wygrała jeden turniej singlowy i dwadzieścia pięć deblowych rangi ITF. 7 maja 2018 zajmowała najwyższe miejsce w rankingu singlowym WTA Tour – 383. pozycję, natomiast 3 lutego 2020 osiągnęła najwyższą lokatę w deblu – 72. miejsce.
W sezonie 2019 zwyciężyła w finale zawodów cyklu WTA Tour w Palermo. Razem z Renatą Voráčovą pokonały Ekaterine Gorgodze i Arantxę Rus wynikiem 7:6(2), 6:2.
W 2016 roku po raz pierwszy reprezentowała kraj w zmaganiach o Puchar Federacji.

## Finały turniejów WTA
| Legenda                     | Legenda |
| --------------------------- | ------- |
| Wielki Szlem                |         |
| Igrzyska olimpijskie        |         |
| WTA Tour Championships      |         |
| 2009 – 2020                 |         |
| WTA Premier Mandatory       |         |
| WTA Premier 5               |         |
| WTA Premier                 |         |
| WTA International Series    |         |
| WTA 125K series (2012–2020) |         |

### Gra pojedyncza 1 (1–0)
| Końcowy wynik | Nr | Data          | Turniej | Nawierzchnia | Partnerka       | Przeciwniczki                  | Wynik finału |
| ------------- | -- | ------------- | ------- | ------------ | --------------- | ------------------------------ | ------------ |
| Zwyciężczyni  | 1. | 28 lipca 2019 | Palermo | Ceglana      | Renata Voráčová | Ekaterine Gorgodze Arantxa Rus | 7:6(2), 6:2  |

## Finały turniejów WTA 125K series

### Gra podwójna 2 (0–2)
| Końcowy wynik | Nr | Data           | Turniej     | Nawierzchnia | Partnerka       | Przeciwniczki                  | Wynik finału      |
| ------------- | -- | -------------- | ----------- | ------------ | --------------- | ------------------------------ | ----------------- |
| Finalistka    | 1. | 17 marca 2019  | Guadalajara | Twarda       | Renata Voráčová | Maria Sanchez Fanny Stollár    | 5:7, 1:6          |
| Finalistka    | 2. | 8 czerwca 2019 | Bol         | Twarda       | Renata Voráčová | Timea Bacsinszky Mandy Minella | 6:0, 6:7(3), 4–10 |

## Wygrane turnieje rangi ITF
| turnieje z pulą nagród 100 000 $ |
| turnieje z pulą nagród 80 000 $  |
| turnieje z pulą nagród 60 000 $  |
| turnieje z pulą nagród 25 000 $  |
| turnieje z pulą nagród 15 000 $  |
| turnieje z pulą nagród 10 000 $  |

### Gra pojedyncza
|    | Data       | Turniej                    | Naw.    | Przeciwniczka | Wynik    |
| 1. | 12/08/2017 | Las Palmas de Gran Canaria | Ceglana | Gaia Sanesi   | 6:4, 6:4 |